# Santa Cruz (métro de São Paulo)
Pour les articles homonymes, voir Santa Cruz.
Santa Cruz (en portugais : Estação Santa Cruz) est une station de correspondance du métro de São Paulo, entre la ligne 1 (Bleue) et la ligne 5 (Lilas). Elle est située rua Domingos de Morais, dans le quartier de Vila Mariana, à São Paulo au Brésil.
Depuis 2001, le centre commercial Shopping Metrô Santa Cruz est rattaché à la station.

## Situation sur le réseau

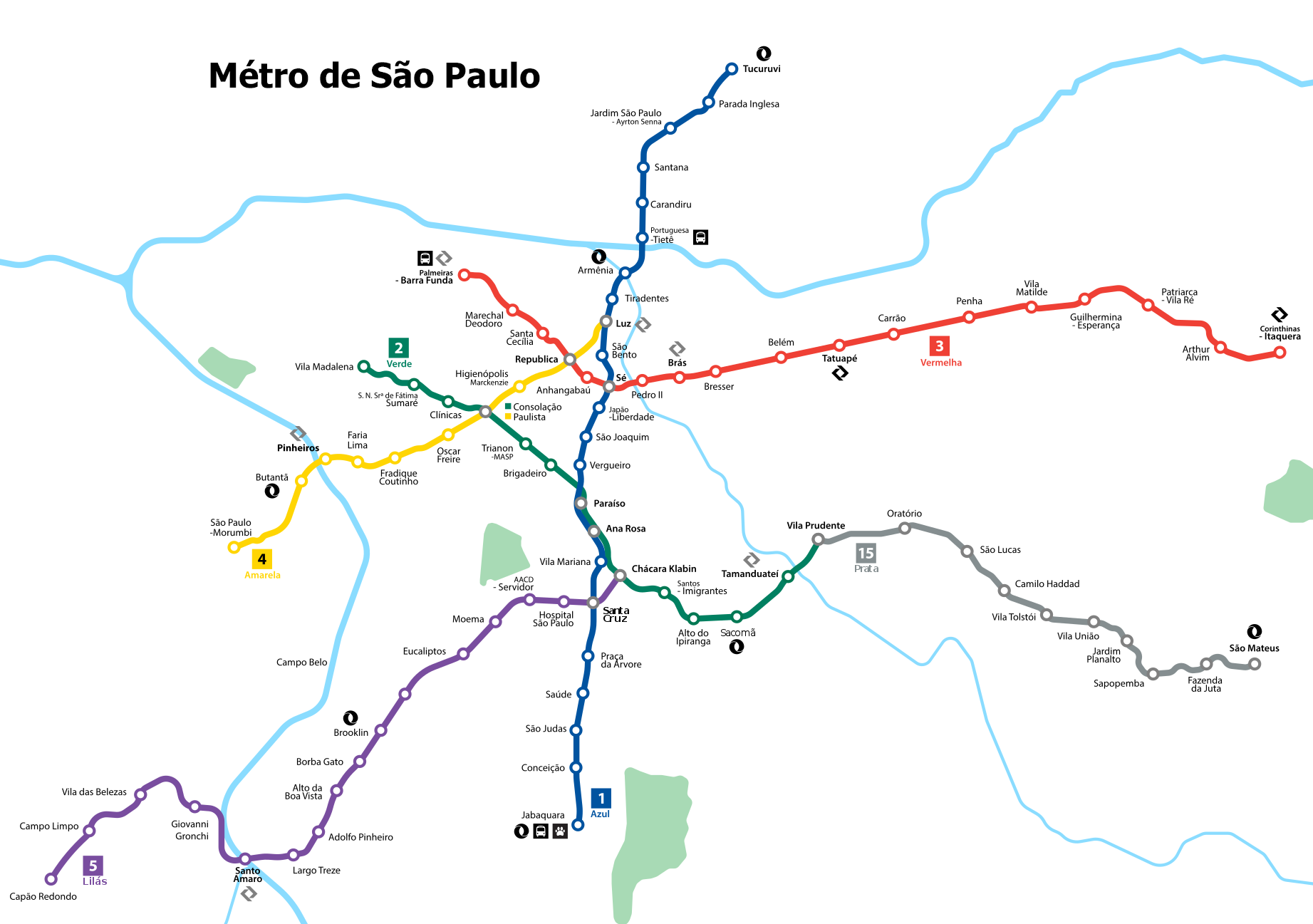
Plan du Métro de São Paulo 2020.

Établie en souterrain, la station Santa Cruz est située sur deux lignes du métro de São Paulo : sur la ligne 1 (Bleue), entre les stations : Vila Mariana, en direction du terminus Tucuruvi, et Praça da Árvore, en direction du terminus Jabaquara ; elle est également située sur la ligne 5 (Lilas) entre les stations Hospital São Paulo, en direction du terminus Capão Redondo, et Chácara Klabin un terminus de la ligne.

## Histoire

### Mise en service station de la ligne 1
La station Santa Cruz de la ligne 1 (Bleue) du métro de São Paulo est inaugurée le 14 septembre 1974. C'est souterraine, avec deux quais latéraux et une mezzanine de distribution avec structure en béton apparent. Elle a une superficie construite de 6 190 m2 et elle est prévue pour absorber un transit maximum de  vingt mille voyageurs par heure, en heure de pointe.

### Mise en service station de la ligne 5
La station Santa Cruz de la ligne 5 (Lilas) est inaugurée le 28 janvier 2018. C'est également une station souterraine, exécutée en tranchée couverte, avec structure en béton apparent et couverture de l'accès principal par un dôme en acier et en verre, pour un éclairage naturel. Elle dispose de deux accès, à la fois avec des escaliers mécaniques dans les deux sens et des ascenseurs pour les personnes handicapées et à mobilité réduite. Les cheminements s'articulent autour des deux quais latéraux et d'une mezzanine de distribution avec billetterie est autres services.

### Station lignes 1 et 5
Avant l'inauguration de l'intégration avec la ligne 5, la demande moyenne de la station était de 59 mille voyageurs par jour, selon les données du métro. Cela était peut-être dû au fait que la station est directement intégrée avec le Shopping Metrô Santa Cruz et un terminus d'autobus avec des destinations vers les zones 6, 7 et 8.
Après l'ouverture de l'intégration, en moyenne 116 000 voyageurs par jour sont entrés à la station en octobre 2019.

## Services aux voyageurs

### Accès et accueil
Son accès principal est situé est situé au  2564 Rua Domingos de Morais. Elle est accessible aux personnes à la mobilité réduite.

### Desserte
Ligne 1 (Bleue) :
| Ligne                         | Terminus             | Longueur (km) | Stations | Durée du voyage (min) | Opération (*)                                                       |
| ----------------------------- | -------------------- | ------------- | -------- | --------------------- | ------------------------------------------------------------------- |
| Ligne 1 du métro de São Paulo | Tucuruvi ↔ Jabaquara | 20,2          | 23       | 47                    | Tous les jours, de 4h40 à 12h32; Les samedis jusqu'à 1h le dimanche |

Installations et desserte
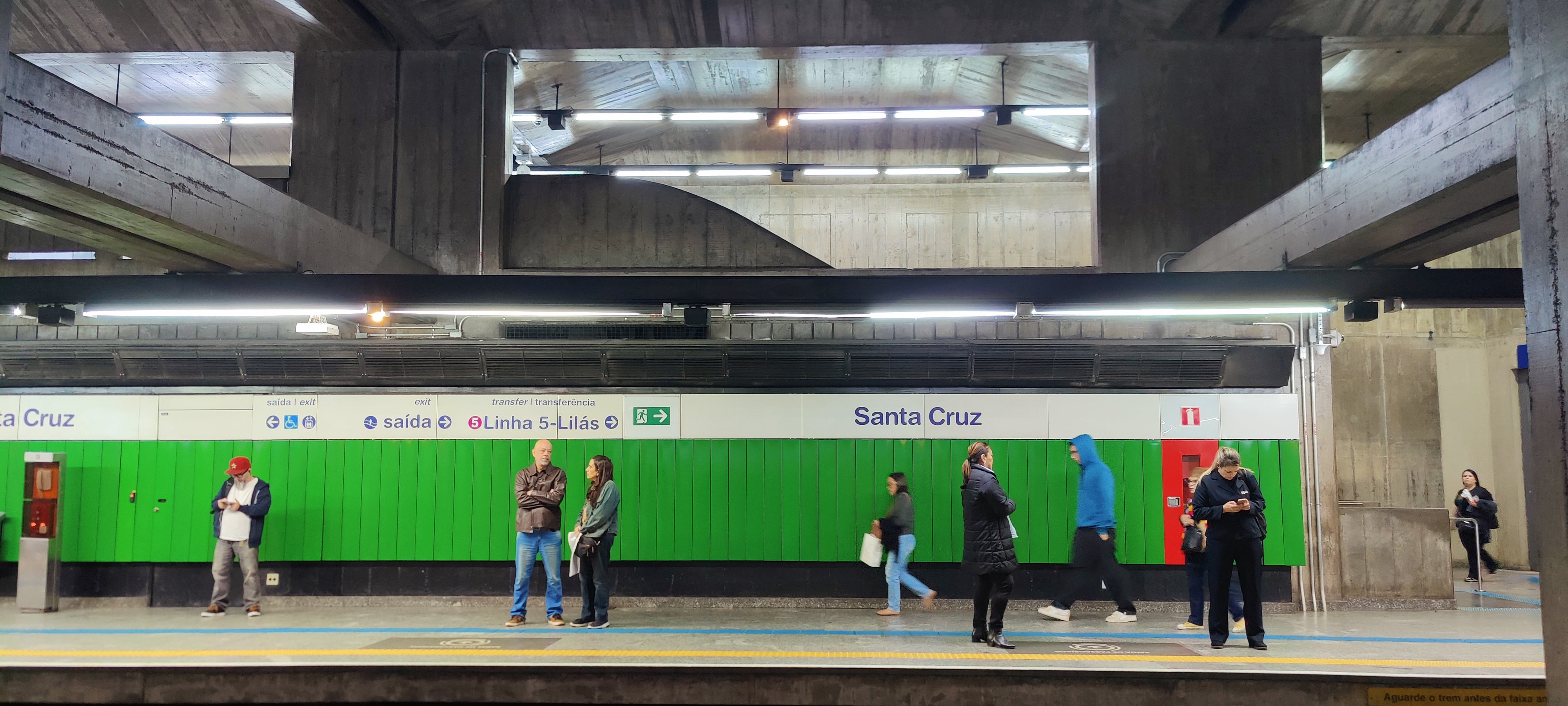
Quai de la ligne 2-Verte
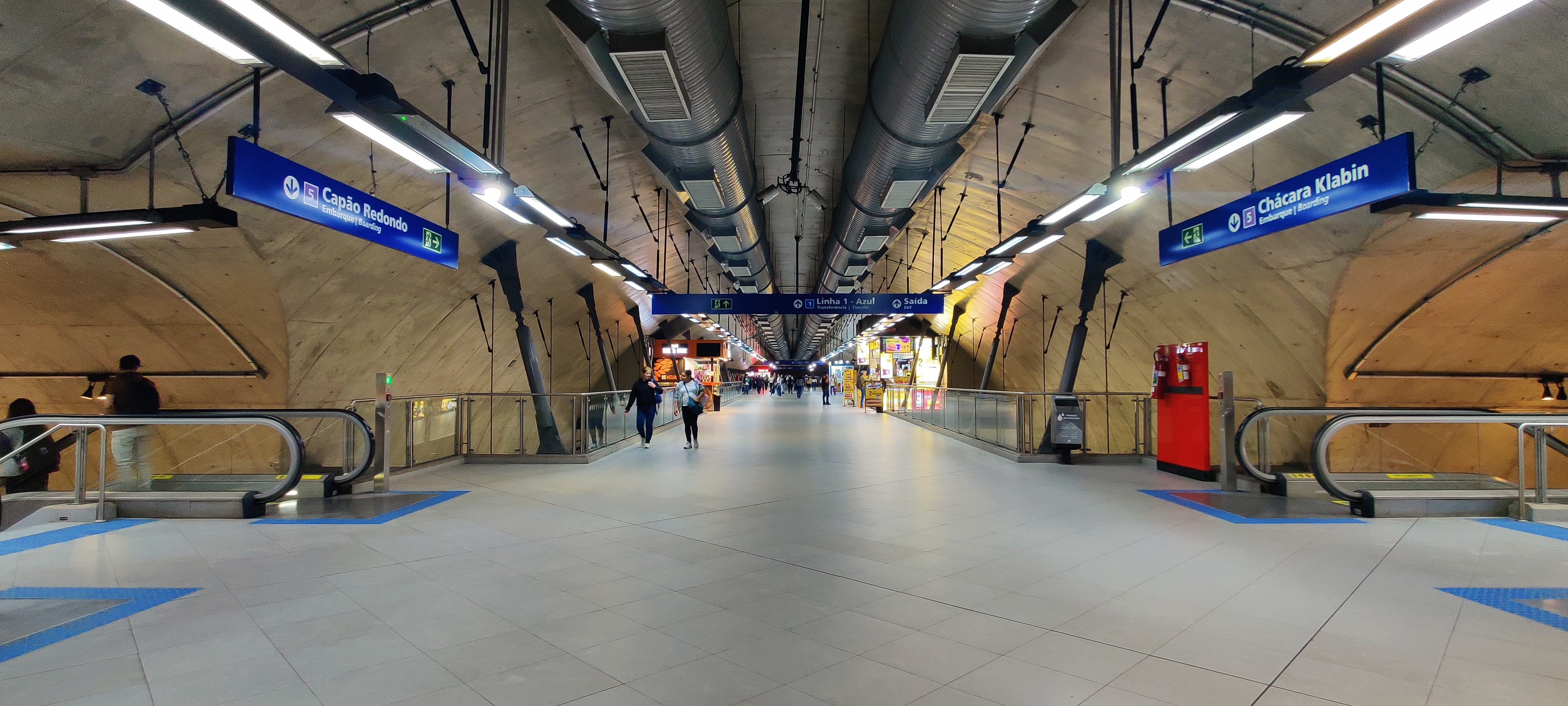
Mezzanine de la station de la ligne 5-Lilas
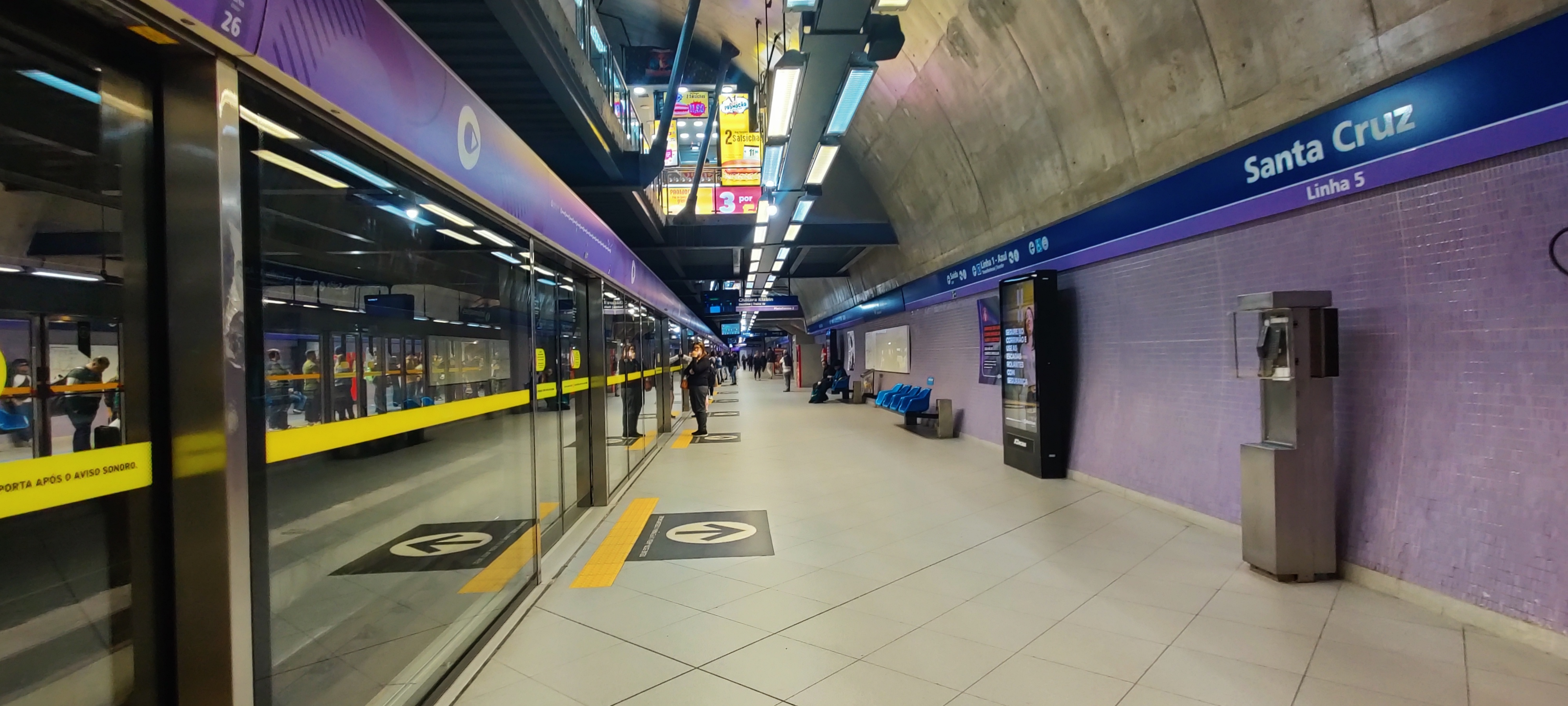
Quai de la ligne 5-Lilas

Ligne 5 (Lilas) :
| Ligne                         | Terminus                       | Stations | Durée du voyage (min) | Opération                                                                  |
| ----------------------------- | ------------------------------ | -------- | --------------------- | -------------------------------------------------------------------------- |
| Ligne 5 du métro de São Paulo | Capão Redondo ↔ Chácara Klabin | 17       | 33                    | Du dimanche au vendredi, de 4h40 à 0h. Le samedi de 4h40 à 1h le dimanche. |

## Œuvres d'art
- "São Paulo Viva" (panneau), Isabelle Tuchband, Verena Matzen et Paula Pedrosa, peinture sur céramique (1996), structure métallique, céramique et peinture pour céramique (1,20 m × 5,40 m), installée à l'accès ouest sur le mur au-dessus des escaliers sur la ligne 1-Bleue[5].

## À proximité
- Shopping Metrô Santa Cruz
- Colégio Marista Arquidiocesano
- Église Nossa Senhora da Saúde
- Casa Modernista